# Andreasplatz
Der Andreasplatz war als ehemaliges Zentrum der Stralauer Vorstadt ein historisch bedeutsamer Platz im heutigen Ortsteil Friedrichshain in Berlin. Er lag an der Andreasstraße, zwischen den beiden Querstraßen Kleine Andreasstraße und Grüner Weg (heute Singerstraße). Um 1960 verschwand die Platzanlage mit der Neubebauung des Viertels aus dem Stadtbild.

## Geschichte und Bedeutung

### Marktplatz der Stralauer Vorstadt

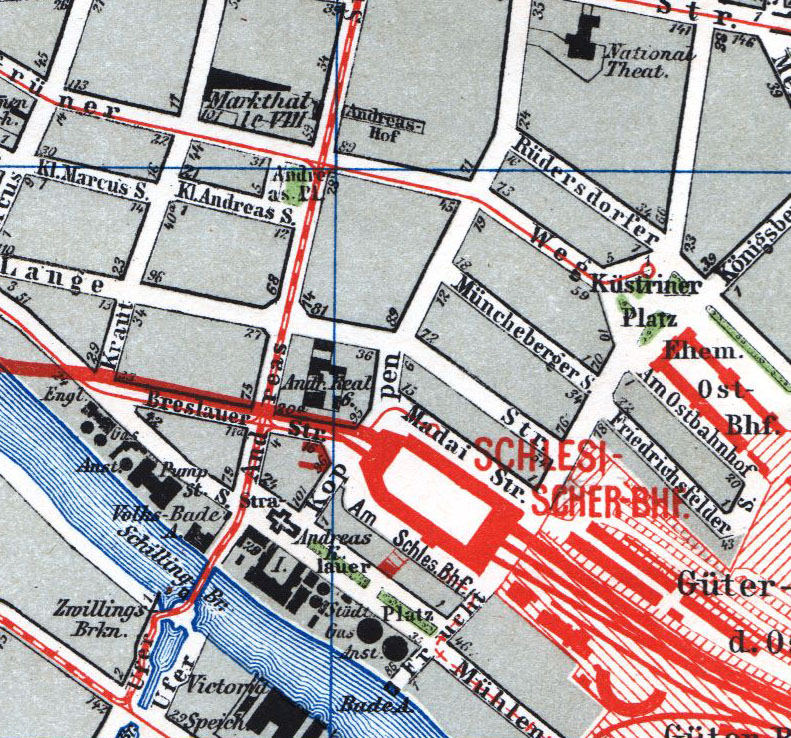
Kartenausschnitt mit Andreasstraße und Andreasplatz (1896)

Der Andreasplatz erhielt seinen Namen am 25. März 1865, da er als Platz an der Andreasstraße lag. Ebenso wie die Kleine Andreasstraße sind beide nach dem Apostel Andreas benannt, da sich am südlichen Ende der Andreasstraße, dem Stralauer Platz, die im Zweiten Weltkrieg zerstörte Andreaskirche befand. Die Andreasgemeinde im Stralauer Viertel bestand bereits seit 1853. In den Planungen des Stralauer Viertels wurde der Platz dagegen nur als Platz D geführt.
Bis 1888 fanden auf dem Andreasplatz die regelmäßigen Wochenmärkte des Stralauer Viertels statt, wobei um 1880 594 einzelne Marktstände verzeichnet waren. Der letzte Markttag auf dem Platz war am 27. April 1888 und wurde dann in die am 1. Mai 1888 eröffnete Markthalle VIII in direkter Nachbarschaft an der Kleinen Andreasstraße verlegt. Der Platz blieb allerdings auch weiterhin zentraler Treffpunkt des Viertels.

### Optische Aufwertung und Zillekiez
Am 9. April 1896 wurde in der Berliner Stadtverordnetenversammlung beschlossen, den Platz künstlerisch auszugestalten und damit aufzuwerten. Geplant wurde eine von zwei Skulpturen flankierte halbrunde, monumentale Sitzbank mit hoher Lehne, die hinter einer Fontäne errichtet werden sollte. Den Auftrag zur Gestaltung bekam der damals bereits nicht mehr im Amt befindliche ehemalige Stadtbaurat Hermann Blankenstein. Die Fundamente waren bereits im November 1896 fertiggestellt, die Schaffung der seitlichen Marmorgruppen verzögerte sich allerdings. Am 26. November wurde zudem ein bronzenes Reliefmedaillon der Borussia (eine allegorische Frauenfigur auf den Staat Preußen) des Bildhauers Reinhold Felderhoff zentral in die hohe Sitzlehne integriert. Die beiden Skulpturen wurden 1898 fertig und aufgestellt.
Mit den Skulpturen entstanden zwei Bildnisse, die optisch an die Bewohner des Viertels anknüpfen sollten und somit für die Wilhelminische Zeit, in der vor allem Adlige mit Skulpturen bedacht wurden, untypisch waren:
Die rechte Skulptur, die von Edmund Gomansky geschaffen wurde und als Muttergruppe bekannt ist, sollte das bürgerliche Ideal der Hausfrau, Gattin und Mutter in der Kaiserzeit darstellen. Es handelt sich um eine Frauengestalt mit einem schlafenden Kind im Schoß, wobei der Künstler bewusst auf das Vorbild historischer Madonnenikonen zurückgriff. Die linke Skulptur schuf Wilhelm Haverkamp als Bildnis eines sitzenden Handwerker mit seinem Sohn, bekannt als Vatergruppe. Es handelt sich hierbei um das einzige bekannte monumentale Arbeiterstandbild der Wilhelminischen Zeit, wodurch die Skulptur besonderes Aufsehen erregte. Sie zeigt einen Arbeiter mit Schmiedeschürze bei der Arbeitspause und dessen Sohn, der nach dem Hammer greift, um symbolisch seinem Vatervorbild den Hammer abzunehmen und in dessen Tradition weiterzuführen. Das Bildnis idealisiert dabei den Arbeiter in romantischer Art, und die zeitgenössische Zeitschrift Der Bär schrieb dazu: „Das Bildwerk verherrlicht die Schönheit, die aus Kraft und Arbeitsfleiß emporblüht“. In der Folge leitete sich das in Berlin sprichwörtliche Arbeiterstandbild von dieser Skulptur ab. Es ist bis heute gebräuchlich zur Bezeichnung eines Arbeiters, der sich auf seinem Werkzeug wie etwa einer Schaufel ausruht.
Der Platz entwickelte sich allerdings nicht zu einer Repräsentanzfläche, sondern entsprechend den Bewohnern und der Struktur zu einem Kiezplatz inmitten des bekannten Zille-Milieus. Heinrich Zille beschrieb zwar nie die Plätze und Häuser direkt, wuchs allerdings, aus Dresden kommend, nach 1867 in der Kleinen Andreasstraße auf und lebte also inmitten der Mietskasernen rund um den Andreasplatz. Diese wurden zum Hauptsujet seiner späteren Werke. Der Andreasplatz entwickelte sich zudem zu einem Zentrum des Berliner Rotlichtviertels um den damaligen Schlesischen Bahnhof, den heutigen Ostbahnhof. Auch der bekannte Berliner Serienmörder Carl Großmann lebte in der Nähe des Platzes und suchte hier auch seine Opfer, meistens Prostituierte und mittellose Frauen.

### Auflösung des Platzes um 1960

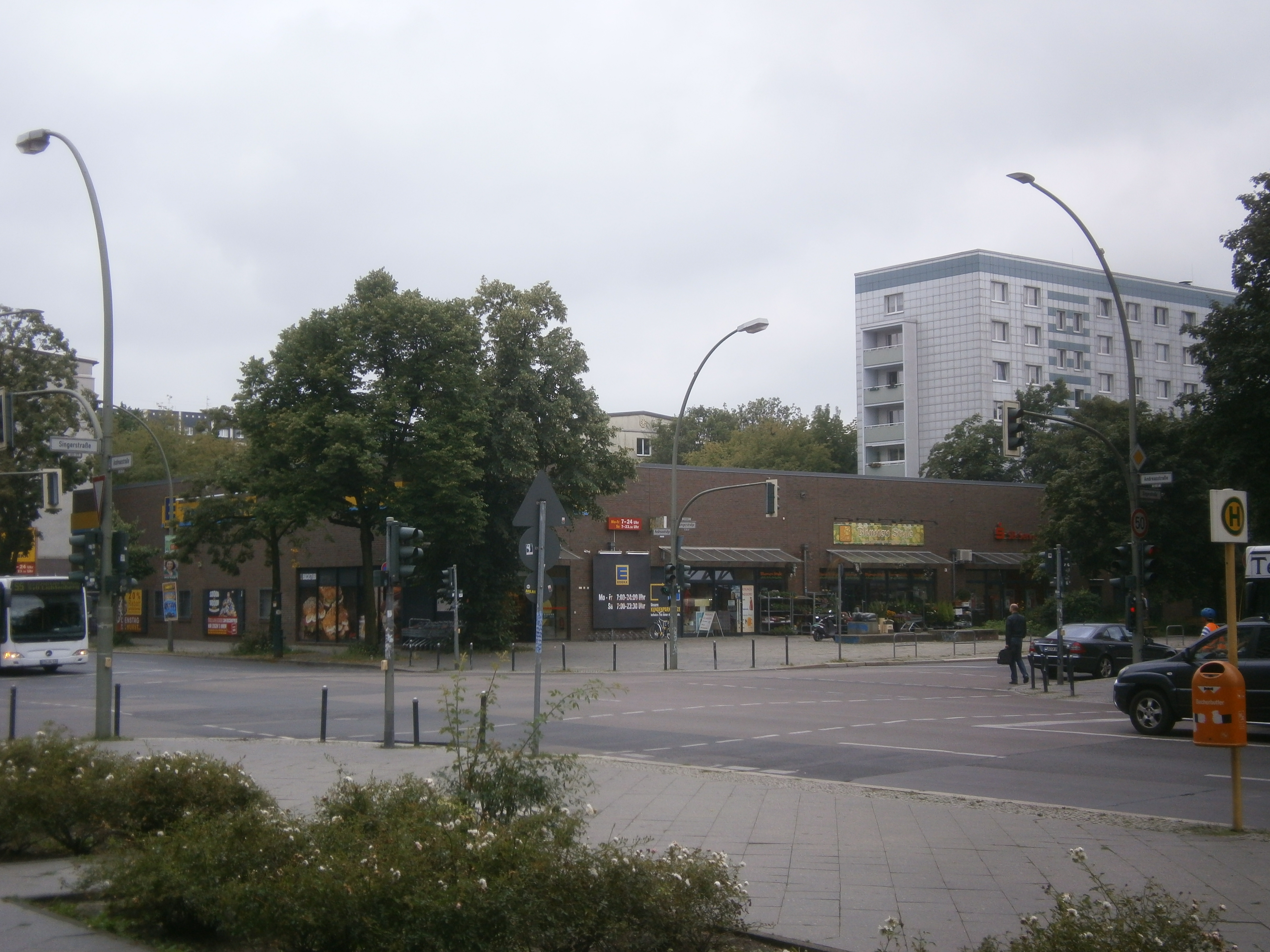
Einzelhandelsgebäude auf dem verschwundenen Andreasplatz

Um 1960 verschwand der Andreasplatz mit der Neubebauung des Viertels vollständig aus dem Stadtbild. Auf der ehemaligen Freifläche des Platzes befindet sich heute ein Gebäude für den Einzelhandel. Lediglich die Straßenkreuzung Andreasstraße/Singerstraße wird noch so bezeichnet. Die Sitzbank wurde entfernt und die beiden Skulpturen an getrennte Standorte umgesetzt. So findet sich die Vatergruppe schräg gegenüber dem damaligen Andreasplatz isoliert auf einer Wiese an der Rückseite des von Ludwig Hoffmann gebauten Andreasgymnasiums. Die Muttergruppe steht im Volkspark Friedrichshain in der Verlängerung der Virchowstraße und damit hinter der Frauenstation des Krankenhauses Friedrichshain, wodurch sie auch thematisch in einen neuen Kontext gesetzt wurde. Die beiden Skulpturen sind die letzten noch erhaltenen Denkmäler aus der wilhelminischen Zeit in Friedrichshain.